# 藍川さとる
藍川 さとる（あいかわ さとる、1976年9月29日 - ）は、日本の漫画家、同人作家。東京都板橋区生まれ、滋賀県甲賀市（旧:甲賀郡水口町）育ち。
1994年、「月刊ウィングス」（新書館）に掲載された『水葬』と『恋文-ラブレター-』でデビュー。代表作に『晴天なり。』シリーズや『飛行×少年』などがある。
津守時生の『三千世界の鴉を殺し』の挿絵を担当した頃からイラストレーターとしての活動に軸足を移す。古張 乃莉（こばり のり）名義で同人活動を行っていたが、「藍川さとるに似た絵柄の同人作家」として紹介されるのとほぼ同時にペンネームを変更した（ウィングス誌掲載『告白ごっこ。』より古張乃莉名義）。
また、ボーイズラブ作品では黒江 ノリコ（くろえ のりこ）名義で活動している。

## 作品リスト

### 藍川さとる名義
- ウィングス・コミックス（新書館）
  - 晴天なり。
  - 愛していると言ってくれ。（『晴天なり。』シリーズ2）
  - サンクス・ア・ミリオン（『晴天なり。』シリーズ3）
  - 異星人交差点（エイリアン・クロスロード）（『晴天なり。』シリーズ4）
  - 週末のこいびと（『晴天なり。』シリーズ5）
  - さかなのf（『晴天なり。』シリーズ6）
  - 飛行×少年（全2巻　連載中断　再開未定）
  - ねがいごとおばけ
  - ぷろぺら青空（『晴天なり。』文庫版1）

『晴天なり。』『おとうとの領分』『WINTER GARDEN』『明日が晴れたら』『Yes,no no no,YES!!』『ぷろぺら青空』（コミックス未収録作品）『さかなのf』『49センチのテンション』を収録。
  - 異星人交差点（『晴天なり。』文庫版2）

『異星人交差点』『サンクス ア ミリオン』『週末の恋人』を収録。
  - 自由になあれ（『晴天なり。』文庫版3）

『愛していると言ってくれ。』『フレンズ オア ラバーズ』『自由になあれ』『ウィーカーセックス スピーカーセックス』『sol・la』（コミックス未収録作品）を収録。
- ディアプラスコミックス（新書館）
  - 純情えれきてる

### 古張乃莉名義
- ウィングス・コミックス（新書館）
  - トラッシュカン